# Seljordsvatn
Seljordsvatn (oder Seljordsvatnet) ist der Name eines Sees in den Kommunen Seljord und Midt-Telemark in der norwegischen Provinz Telemark. Der See ist ein Teil des Flusssystems Skiensvassdraget.

## Sage
Der Sage nach lebt im See das Seeungeheuer Selma (norwegisch: seljordsormen).